# Izutsu (Nō)

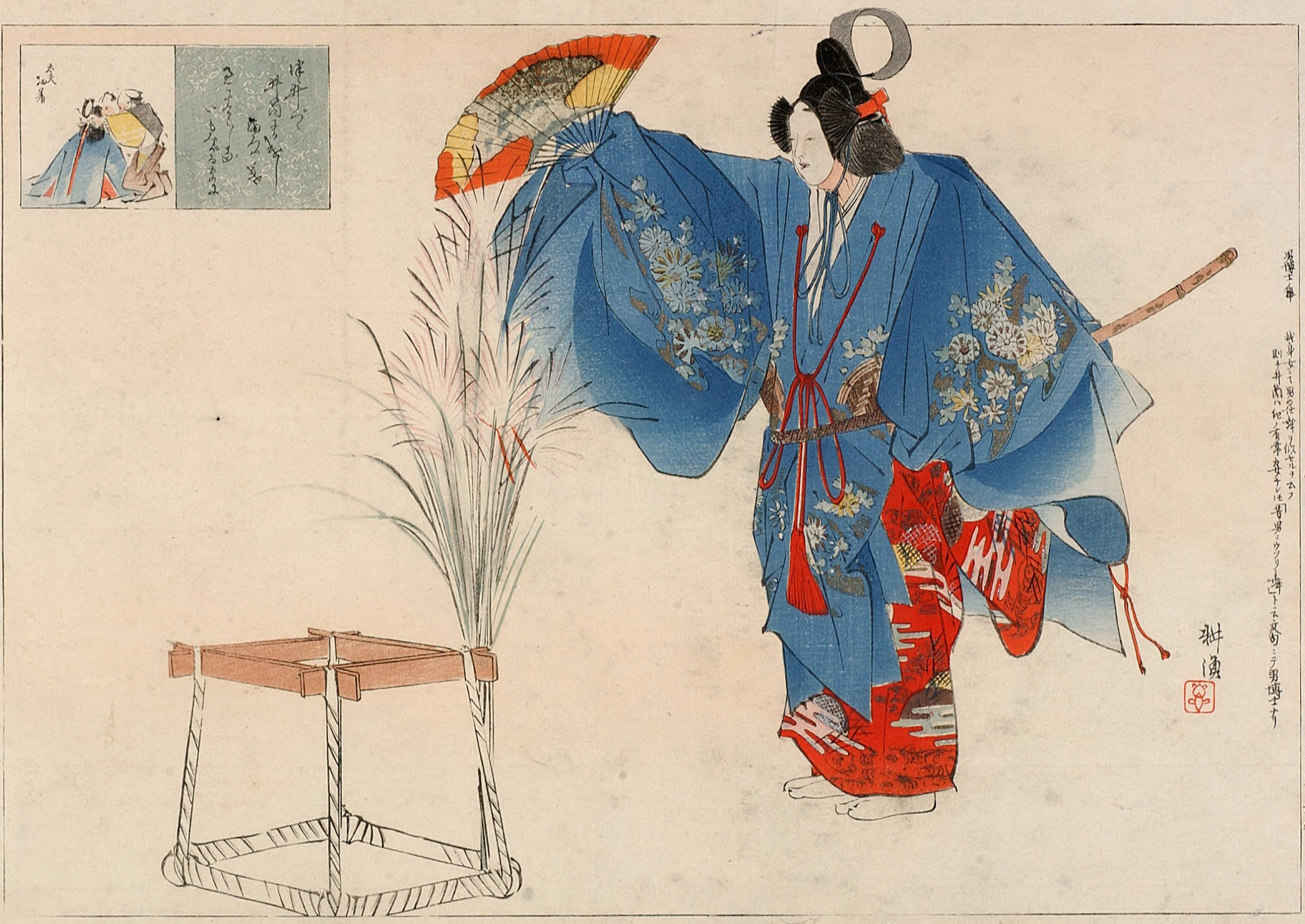
Szene aus dem Drama

Izutsu (japanisch 井筒), „Am Brunnenrand“ ist der Titel eines Nō-Dramas von Seami. Das Stück ist im Rahmen der Nō-Kategorie ein Drittspiel.

## Vorbemerkung
Thema ist die Liebe des berühmten Dichters Ariwara Narihira und der Tochter des Ki no Aritsune (紀 有常; 815–877), einer Dichterin, die sich seit Kindheitstagen kannten.
Es treten folgende Personen auf:
- Waki: Ein Wandermönch
- Shite I: Dorfmädchen
- Shite II: Der Geist der Tochter des Aritsune

## Handlung
1. Akt 
  1. Vorspiel. Mit Namensnennung tritt der Wandermönch auf, der auf dem Wege ist, die sieben berühmten Tempel der Südhauptstadt zu besuchen, darunter auch den Ariwara-Tempel. Namen-, Wegnennung. „Hier ist der Ariwara-Tempel, hier Isonokami, wo vordem Narihira und Ki no Aritunes Tochter vertraut als Gatte zusammen lebten. Hier ist's, wo gesungen wurde das Lied: Wenn der Wind weht, regen sich die weißen Wellen des Drachenbergs.[A 2]“ Priester: „Für sie, die beiden, Narihira und Kino Aritsunes Tochter immer daseiende Tochter, für die beiden Toten will ich beten.“
  2. Es tritt das Dorfmädchen auf, mit einem Wassergefäß, aus dem ein Blumenzweig ragt: „Mit jeder Morgenröte schöpfe ich Wasser, fleckenlos rein, Mond und Seele (sich im Brunnen spiegelnd). Einsam ist wohl immer die Herbstnacht, einsam noch mehr der alte Tempel, da kaum ein Mensch vorüberkommt. Es rauscht der Wind in den Föhren. Immerdar ist meine Seele Buddha hingegeben. Ohne Verlass ist diese unsere Welt.“
  3. Das Mädchen tritt nun in den Vordergrund. Gespräch mit dem Priester beginnt. Der Priester sagt, dass er in diesem Tempel verweile und sich der Buddha-Andacht hingeben wolle. Er ist verwundert über dieses herrlich schöne Mädchen, das hier Opferwasser schöpft und an dem Grabhügel Blumen darbringen will. Das Mädchen erklärt, sie wohne hier in der Nähe des Tempels und dass dieser Tempel (samt Grab) dem Ariwara geweiht sei. Sie sei zwar nicht weiter der Sache kundig, aber sie pflege das Grab hier und bete hier.
  4. Der Priester: „Erzähle doch Genaueres von Narihira!“ Chor: „Einst wohnte für Jahre Ariwara von Chūjō in Isonokami, des Frühlings Blumen, des Herbstes Mond schauend.“ Das Mädchen: „Und schloss den Bund mit Ki no Aritsune“. Chor und das Mädchen, im ständigen Wechsel, erzählen, Narihira im Dorf Takayasu eine andere zu lieben beginnt. Und wieder wird das Gedicht von den aufregenden Wellen am Drachenberg zitiert. Dann geht die Wechselrede über in das Zitieren der Erzählung vom Brunnenrande. Das Mädchen: „Umn die Wahrheit zu sagen, in Scheu und Scham, ich bin es, die voreinst im Liebesgewand heimlich ging zum Drachenberg, ich, Tochter des Ki no Aritsune.“ Sie verschwindet eilig vom Brunnenrand.
2. Akt
  1. Die Tochter des Ki no Aritsune erscheint als Geist. „Wie rasch fallen die Kirschenblüten. Und doch, Dank ihrer, einmal im Jahr erblicke ich den Liebenden.“ Wieder erklingt das Lied vom Brunnenrand: „Ja, auch die Blume vergeht, aber es bleibt ihr Duft – so auch die Liebende, so ihr Geist.“